# Rhino
Terrance Guido Gerin (Detroit, 7 de outubro de 1975) é um lutador de luta livre profissional americano, que é melhor conhecido pelo seu nome de ringue Rhino ou Rhyno. Atualmente trabalha para a Impact Wrestling. Gerin também teve passagens pela Total Nonstop Action Wrestling, WWE e Extreme Championship Wrestling.

## Regresso à WWE (2015-presente)

### NXT
Rhyno fez um retorno inesperado à WWE em 12 de fevereiro de 2015 durante a gravação de seu programa de desenvolvimento da WWE NXT, derrotando Elias Samson. O episódio foi ao ar em 18 de fevereiro de 2015 e mais tarde naquela noite, a WWE adicionou Gerin ao plantel do NXT como "Rhyno". Depois de algumas semanas a derrotar concorrentes locais, Rhyno anunciou que ele estava no NXT para ganhar o NXT Championship (Campeonato do NXT). No episódio do NXT de 15 de abril,  Rhyno lutou contra Sami Zayn, mais acabou sendo derrotado. No dia 6 de maio em um episódio do NXT, Rhyno derrotou Bull Dempsey e, em seguida, chamou Baron Corbin para um combate no NXT TakeOver: Unstoppable que ele posteriormente perdeu. Na edição de 3 de junho do NXT, Rhyno enfrentou Finn Bálor, mas acabou perdendo. A 1 de julho, ele se juntou com o então Campeão do NXT Kevin Owens para uma luta contra Finn Bálor e Samoa Joe, mais perderam o combate. Mais tarde, Rhyno e Baron Corbin competiram no Dusty Rhodes Tag Team Classic Tournament derrotando The Ascension na primeira ronda, Johnny Gargano e Tommaso Ciampa nos quartos-de-final e os American Alpha na semi-final. Na final do torneio, no NXT TakeOver: Respect, Rhyno e Corbin perderam o torneio para Finn Bálor e Samoa Joe.

### Plantel principal
A 7 de dezembro de 2015, num episódio da do Raw, Rhyno fez o seu retorno ao plantel principal, onde se juntou aos Dudley Boyz e Tommy Dreamer como parte de uma encarnação renovada dos ECW Originals, competindo numa Quadrilha de Tag Team  de Eliminação de 16-Homens onde seu grupo foi eliminado pela League of Nations. Mais tarde, naquela mesma noite, foi anunciado que os ECW Originals enfrentariam a Wyatt Family num combate de Mesas de Eliminação de 8 Homens no Pay-per-view TLC: Tables, Ladders & Chairs (2015).
A 26 de julho de 2016, no SmackDown Live, Rhyno regressou e atacou Heath Slater. Na altura, Slater estava a tentar obter um contrato com a WWE (na história) e Shane McMahon fez um ultimato a Slater em que se o mesmo arranjasse um parceiro e vencesse um torneio para coroar os primeiros Campeões de Duplas do SmackDown, que obteria o seu contrato com a WWE. Rhyno foi o escolhido e no torneio ambos eliminaram os The Headbangers, os Hype Bros e, na final, realizada a 11 de setembro no Backlash, Slater e Rhyno derrotaram os The Usos tornando-se assim nos primeiros Campeões de Duplas do SmackDown.
A 4 de dezembro, Rhyno e Slater haveriam de perder os títulos para a Wyatt Family, com a dupla composta por Bray Wyatt e Randy Orton no TLC: Tables, Ladders & Chairs.

## No wrestling
- Gore (Striking Spear), algumas vezes contra uma mesa
- Rhino Driver (Spike piledriver), algumas vezes da segunda contra uma mesa
  - Bear Hug
  - Flapjack
  - Sharpshooter - 2002 - 2004
  - Death Valley driver
  - Fireman's carry cutter
  - Release powerbomb
  - Scoop powerslam
  - Side belly to belly suplex
  - Spinning spinebuster

Managers
- Steve Corino
- Jack Victory
- Cyrus
- Stephanie McMahon-Helmsley

Nicknames
- "The War Machine"
- "The Gore Machine"
- "Dr. Kill"
- "The Man Beast"
- "The Big F'n Deal" - ECW
- "The Rookie Monster" - ECW
- "The Man Monster" - ECW

## Títulos
- Border City Wrestling
  - BCW Television Championchip (1 vez)
- Catch Wrestling Association
  - CWA World Tag Team Championship (2 vezes)- com  Joe Legend (1) e Lafitte (1)
- Extreme Championship Wrestling
  - ECW World Heavyweight Championship (1 vez)
  - ECW Television Championship (1 vezes)
  - FTW Championship (1 vez)
- TNA Impact/Impact Wrestling
  - NWA World Heavyweight Championship (1vez)
- World Wrestling Federation / Entertainment
  - WWF Hardcore Championship (3 vezes)
  - WCW United States Championship (1 vez)
  - WWE SmackDown Tag Team Championship (1 vez) – com Heath Slater
- World Séries Wrestling
  - WSW Heavyweight Championship (1 vez)
- Jersey All Pro Wrestling
  - JAPW Heavyweight Championship (1 vez)